# Niphoparmena flavostictica
Niphoparmena flavostictica là một loài bọ cánh cứng trong họ Cerambycidae.